# Gran Premio Città di Lastra a Signa
Le Gran Premio Città di Lastra a Signa  est une course cycliste italienne disputée au mois d'août à Lastra a Signa, en Toscane. Créée en 2009, elle est organisée par l'ASD Ciclistica Malmantile. 
Durant son existence, cette épreuve fait partie du calendrier régional de la Fédération cycliste italienne, en catégorie 1.19. Elle est par conséquent réservée aux coureurs espoirs (moins de 23 ans) ainsi qu'aux élites sans contrat.

## Palmarès
| Année                               | Vainqueur                      | Deuxième                       | Troisième                      |
| Trofeo Città di Lastra a Signa      | Trofeo Città di Lastra a Signa | Trofeo Città di Lastra a Signa | Trofeo Città di Lastra a Signa |
| ----------------------------------- | ------------------------------ | ------------------------------ | ------------------------------ |
| 2009                                | Kristian Sbaragli              | Emiliano Betti                 | Felice Rizzo                   |
| 2010                                | Alexander Zhdanov              | Davide Mucelli                 | Rafał Majka                    |
| 2011                                | Rafael Andriato                | Alexander Serebryakov          | Mirko Puccioni                 |
| 2012                                | Gennaro Maddaluno              | Simone Antonini                | Mirko Tedeschi                 |
| 2013                                | Valerio Conti                  | Mattia Bucci                   | Angelo Raffaele                |
| 2014                                | Mirko Trosino                  | Matteo Alban                   | Omar Asti                      |
| Gran Premio delle Signe             |                                |                                |                                |
| 2015                                | Pierpaolo Ficara               | Mattia Bucci                   | Filippo Capone                 |
| Gran Premio Città di Lastra a Signa |                                |                                |                                |
| 2016                                | Michele Corradini              | Tommaso Fiaschi                | Simone Bernardini              |
| 2017                                | Davide Gabburo                 | Alfonso Piselli                | Tommaso Fiaschi                |
| 2018                                | Giovanni Petroni               | Manuel Pesci                   | Leonardo Marchiori             |